# Prvić
Prvić (vénitien et italien : Pervicchio) est une petite île de la côte croate de la mer Adriatique située dans l'archipel de Šibenik. Elle compte deux villages Prvić Luka et Šepurine dans la municipalité de Vodice. L'île entière est sous la protection du ministère de la Culture croate depuis qu'elle est considérée comme faisant partie du patrimoine culturel du pays. En 2006, l'île comptait 453 habitants.

## Histoire
Le nom de l'île est peut-être dérivé de Prvin, le nom du dieu croate pré-chrétien du printemps. Une autre théorie voudrait que le nom dérive du fait que Prvić est la première (prvi) île du continent dans l'archipel de Šibenik.
Aux XIVe et XVe siècles, l'île appartenait à des familles nobles de Šibenik. Pendant les conquêtes ottomanes des XVIe et XVIIe siècles, l'île est habitée par des réfugiés en provenance du continent.
Au cours de la Seconde Guerre mondiale, de nombreux habitants de l'île ont rejoint le mouvement antifasciste. Prvić a joué un rôle important dans la défense de la région contre l'occupation nazie, comme l'indiquent les nombreux monuments antifascistes présents sur l'île.

## Économie
Le tourisme est la branche économique la plus importante de l'île. Néanmoins, il y a un seul hôtel sur l'île, mais les habitants louent leurs appartements, maisons et villas pour les touristes.

## Culture
Il y a trois églises catholiques présentes sur l'île. Deux se trouvent à Šepurine et une à Prvić Luka. La petite église de Šepurine a été construite à l'époque médiévale, et la plus grande au XIXe siècle. Il y a beaucoup de manifestations culturelles sur l'île au cours de l'année, tels que des concerts de musique, des expositions d'art et de nombreuses compétitions sportives et autres.

## Faits intéressants
- Fausto Veranzio, évêque, inventeur et célèbre polymathe, est enterré à Prvić Luka.
- Il n'y a pas de voitures sur l'ensemble de l'île, à l'exception d'un camion de pompiers et de deux tracteurs[3].
- De nombreux et anciens artefacts médiévaux ont été trouvés sur l'île.
- Le littoral de l'île est long de 10,6 kilomètres.
- L'île a servi de décor au film Les enfants du prêtre (2013) de Vinko Brešan, grand succès en Croatie.

## Galerie

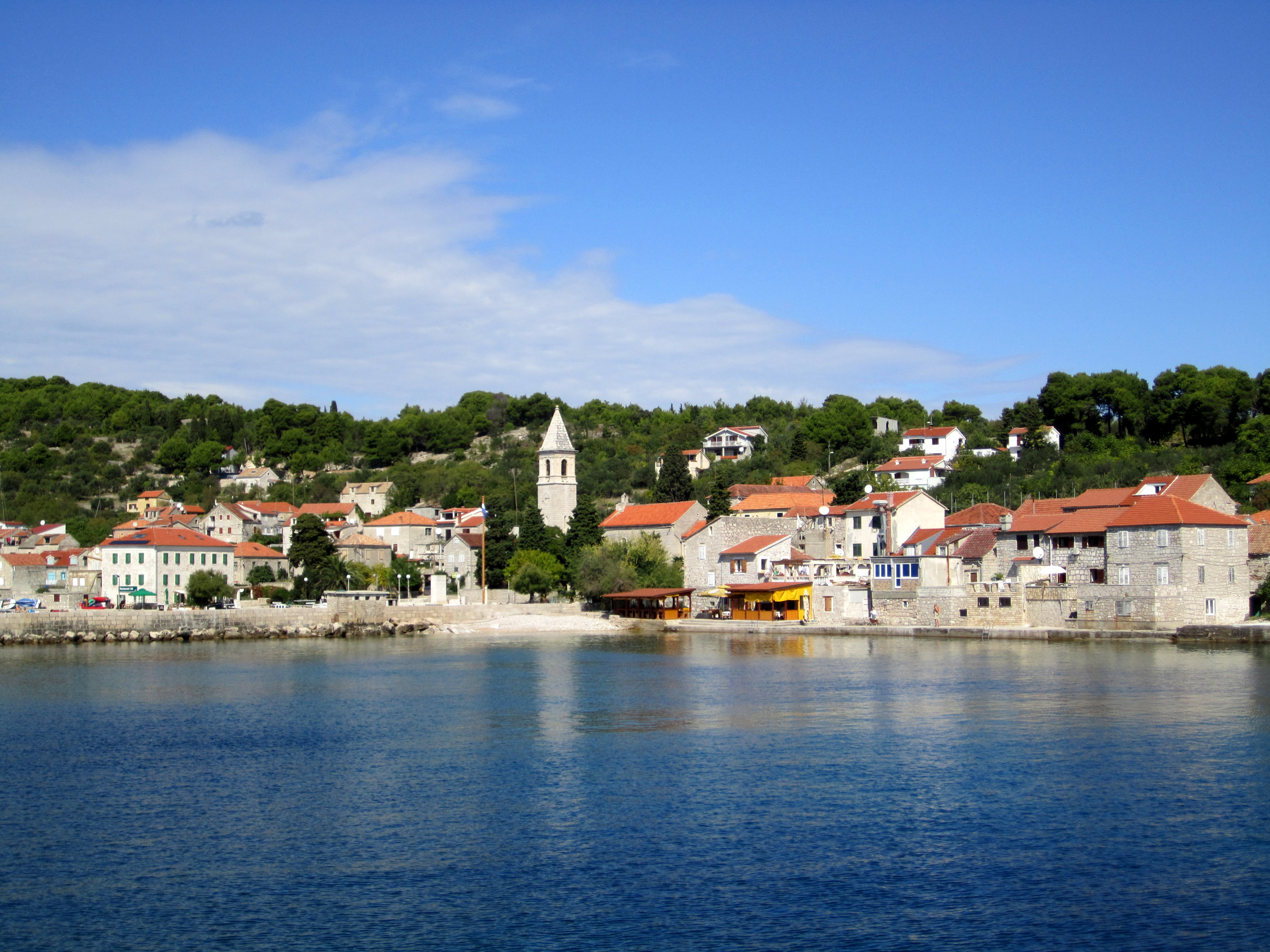
Prvić Luka
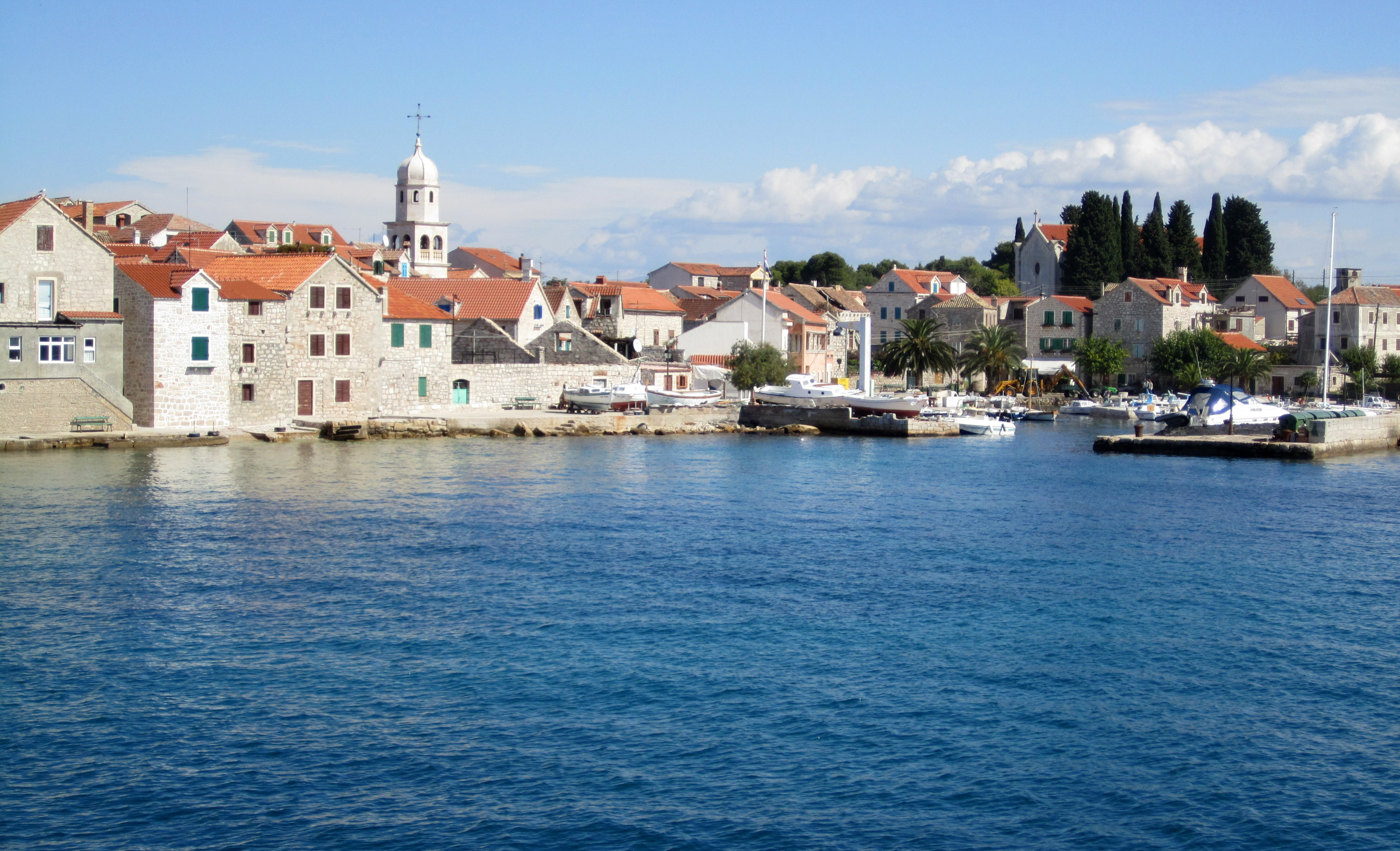
Šepurine